# Надыкта, Владимир Дмитриевич
Владимир Дмитриевич Надыкта (15 сентября 1946, Краснодар — 25 апреля 2023) — российский учёный, специалист по биотехнологии растениеводства и защите растений, а также пищевой промышленности и пищевой безопасности.
Академик РАН (2013), РАСХН (2007, членкор с 2005), доктор технических наук (1990), профессор (1993).
Директор Всероссийского НИИ биологической защиты растений (ВНИИБЗР, г. Краснодар) с 1998 по 2017 год, заведующий кафедрой Кубанского государственного аграрного университета (с 1991).
Заслуженный деятель науки Кубани (1997).

## Биография
Окончил Краснодарский политехнический институт — ныне Кубанский государственный технологический университет (1968), инженер-технолог. Затем работал на Московском жировом комбинате (1968—1969, 1970—1971), служил в Советской Армии (1969—1970). В 1971—1974 годах аспирант в альма-матер.
C 1974 по 1985 год работал в Московском технологическом институте пищевой промышленности — старший научный сотрудник, заведующий проблемной лабораторией.
С 1985 по 1994 год директор Северо-Кавказского филиала Всероссийского НИИ жиров.
С 1991 года был заведующим кафедрой технологии хранения и переработки растениеводческой продукции Кубанского государственного аграрного университета, член университетского ученого совета.
С 1996 по 1998 год заместитель генерального директора департамента сельского хозяйства и продовольствия администрации Краснодарского края.
С 1998 года директор Всероссийского НИИ биологической защиты растений (ВНИИБЗР) в Краснодаре, ныне его главный научный консультант.
Член редколлегий журналов «Защита и карантин растений», «Карантин растений. Наука и практика», «Садоводство и виноградарство», входит в редакционный совет «Вестника защиты растений».
Вице-президент Восточнопалеарктической региональной секции Международной организации по биологической борьбе с вредными животными и растениями (ВПРС МОББ, International Organization for Biological Control).
Член комиссии РАН по генно-инженерной деятельности.
Член-корреспондент Российской академии технологических наук (1992).
Подготовил 3-х кандидатов наук.
Автор более 320 научных трудов, имеет 83 авторских свидетельства и патента.
Скончался 25 апреля 2023 года в возрасте 76 лет.